# Канал через Вислинскую косу
Канал через Вислинскую (Балтийскую) косу (пол. Kanał żeglugowy Nowy Świat na Mierzei Wiślanej) — судоходный канал, который образует второй проход между Калининградским (Вислинским) и Гданьским заливом.
Канал позволяет судам заходить в Вислинский (Калининградский) залив и порт Эльблонга, не пользуясь российским Балтийским проливом, что экономит более 100 км пути. Кроме того, пролив позволяет судам заходить в порт Эльблонга без разрешения российских властей, которые периодически блокировали или ограничивали движение судов в зависимости от их осадки или страны регистрации.
Длина канала составляет 1305 м, его характеристики позволяют проходить судам с осадкой до 4 м, длиной до 100 м и шириной до 20 м.
Работы по строительству начались в феврале 2019 года. Открытие канала состоялось 17 сентября 2022 года.

## История

### Планирование

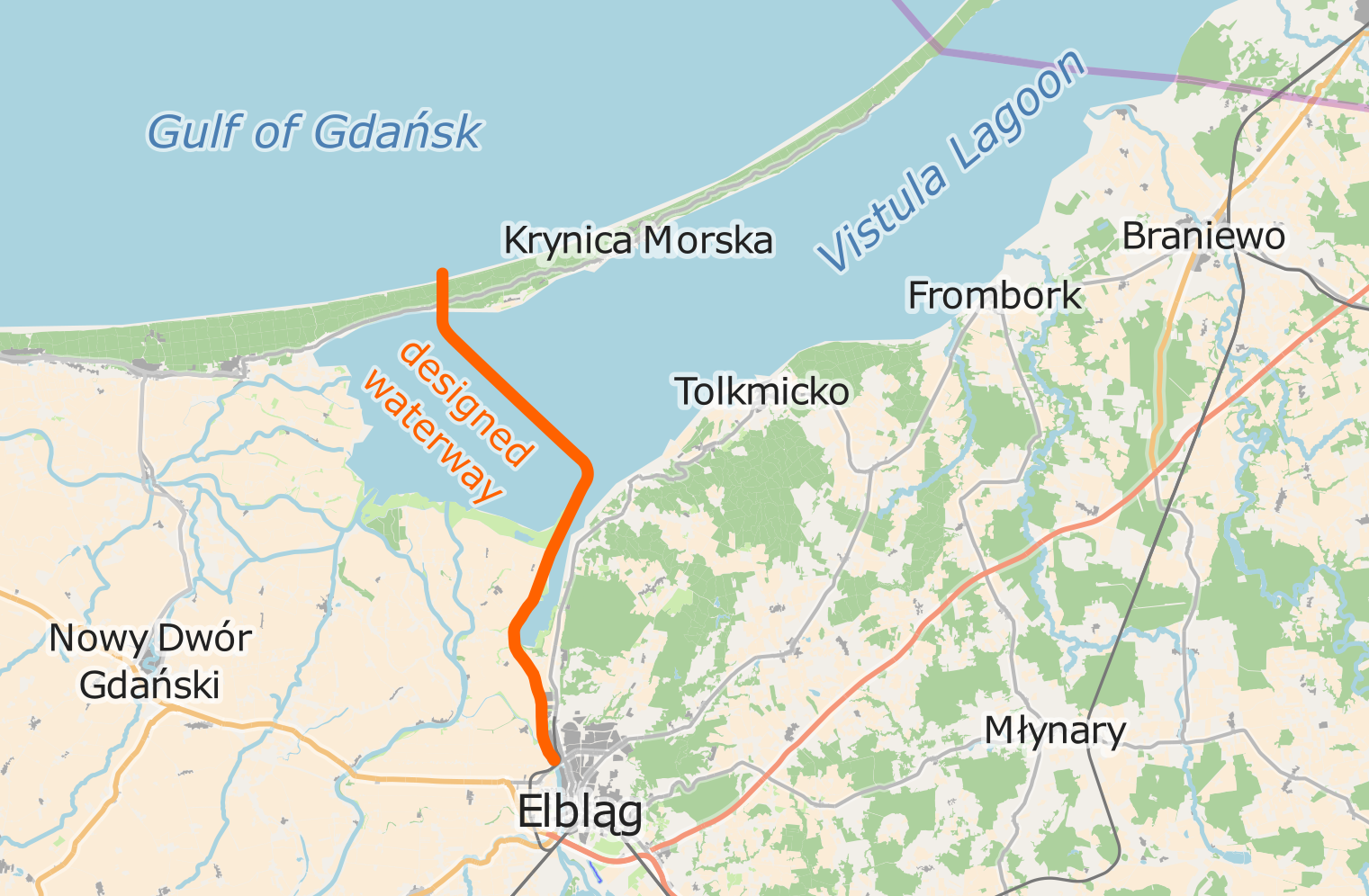
Предлагаемый путь Эльблонг — Гданьский залив

Дата первой идеи канала через Вислинскую косу относится к 1577 году, когда король Стефан Баторий в связи с Данцигским восстанием предложил пробить Вислинскую косу у деревни Сковронки. С этой целью он послал кастеляна Вислицы Николая Фирлея вместе с королевским секретарем Петром Клочевским (Клочовским) осмотреть местность у Сковронок как подходящее место для строительства канала и порта. Однако после заключения мира с Гданьском от этой идеи отказались.
Король Пруссии Фридрих II Великий также задумывал строительство этого канала после первого раздела Польши в 1772 году, когда Эльблонг был присоединен к Пруссии, а Гданьск оставался в Польше. Король хотел, чтобы Эльблонг стал серьезным конкурентом Гданьска на реке Мотлава. После смерти Фридриха II в 1786 году и после второго раздела Польши в 1793 году Гданьск также был включен в состав Пруссии, и поэтому строительство канала стало бессмысленным.
В 1945 году, сразу после Второй мировой войны, Евгениуш Квятковски — довоенный заместитель премьер-министра, правительственный делегат по прибрежным делам, также предлагал построить этот канал.
Однако решение о реализации проекта канала было объявлено только 10 ноября 2006 года в Эльблонге премьер-министром Ярославом Качиньским, незадолго до местных выборов, в результате переговоров с местными активистами.
Рассмотрение российских требований о проведении консультаций по трансграничным последствиям инвестиций в связи с обязательствами Польши, вытекающими из конвенции Эспоо 1991 года (конвенция об оценке воздействия на окружающую среду в трансграничном контексте), необоснованы, поскольку Россия является единственной страной в регионе, не ратифицировавшей эту конвенцию. Благодаря этому Российская Федерация не обязана была вступать в консультации о трансграничных последствиях проекта «Северный поток» (хотя они и проводились в ограниченном объеме в отношении Польши по политическим причинам). Точно так же в настоящее время Россия не проводит никаких консультаций по планируемой Балтийской АЭС. Между тем Польша, со своей стороны, просит Россию дать консультации по вопросу о канале.
Первоначально планировалось, что канал будет расположен в районе деревни Сковронки в гмине Штутово.
Концепция строительства судоходного канала через Вислинскую косу была разработана польским профессором Тадеушем Едноралом.

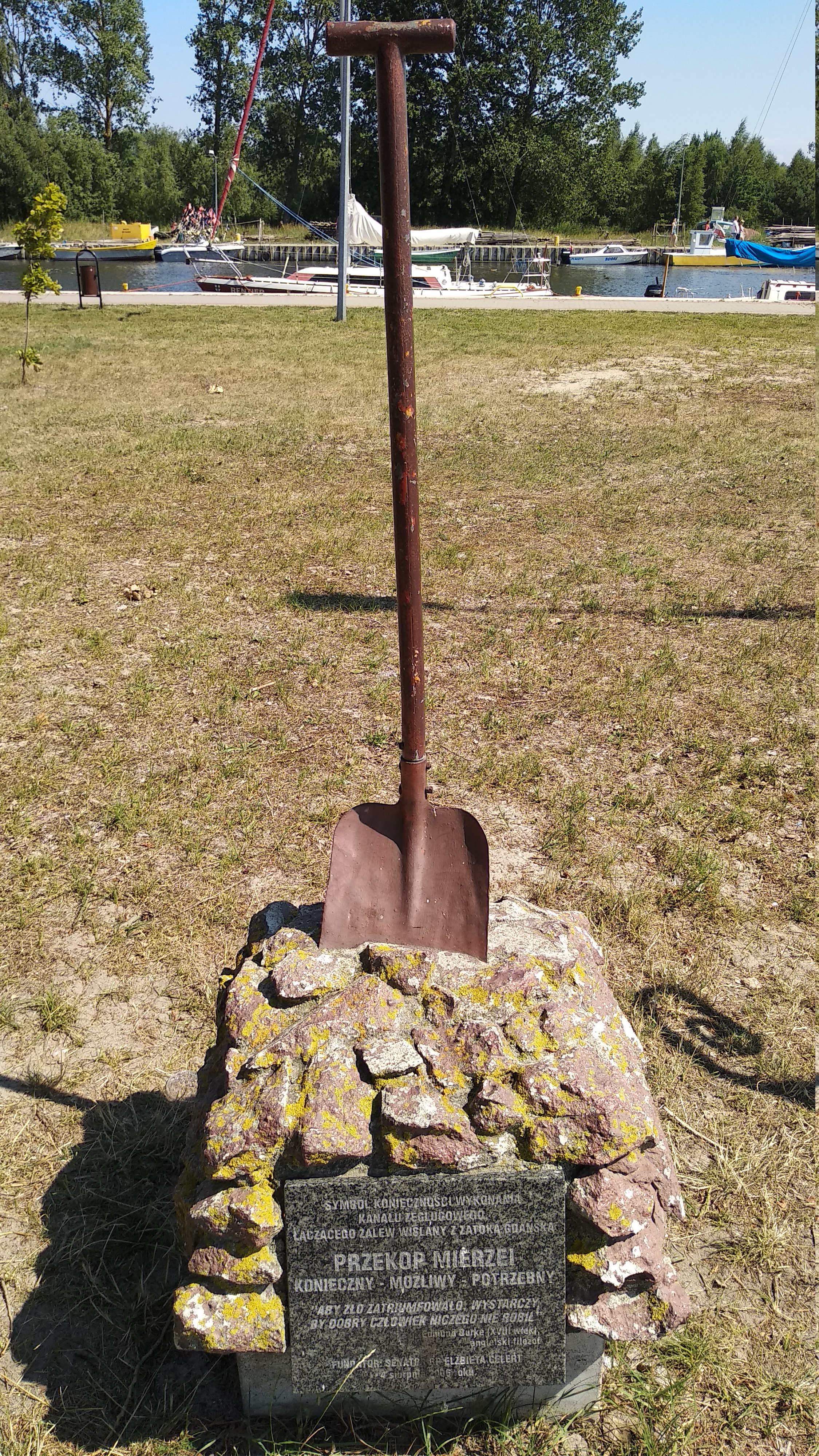
Памятник «необходимости перекопать Вислинскую косу», воздвигнутый в Куты-Рыбацкие в 2006 году.

Исторически переходы из Вислинского залива в Балтийское море вели через реку Шкарпава и Балтийский пролив. В начале мая 2006 года российские власти приостановили заход польских туристических и пассажирских судов в российские порты и российских судов в польские порты в Вислинском заливе. Только польские и российские транзитные части могут проходить через Балтийский пролив, и все они — через Шкарпаву. В связи с тем, что до российских ограничений порт в Эльблонге обслуживал более 90 % туристических и грузовых перевозок между Польшей и Калининградской областью, движение в нём практически прекратилось. Лишь в 2009 году было заключено польско-российское соглашение, регулирующее возможность пропуска судов через границу.
Строительство канала первоначально планировалось начать в 2009 году и завершить в 2012 году, однако в ноябре 2009 года в связи с заключением соглашения с Россией Министерство инфраструктуры объявило, что строительство канала начнется в 2017 году. В последующие годы последующие правительства Польши не предпринимали шагов по строительству канала. Информация о желании вернуться к этому проекту появилась лишь летом 2014 года.
22 февраля 2016 года министр морской экономики Марек Гробарчик объявил о начале инвестирования проекта в конце 2018 года и завершении строительства канала к 2022 году. 24 мая 2016 года на правительственном заседании было принято постановление о строительстве судоходного канала под названием «Строительство водного пути, соединяющего Вислинский залив с Гданьским заливом». Стоимость этой инвестиции, которая должна быть осуществлена в 2017—2022 годах, оценивалась в 880 млн злотых. Финансирование строительства предполагалось осуществлять из государственного бюджета. Его выполнение должно контролироваться министром морской экономики и внутреннего судоходства. Органом, ответственным за надзор за инвестициями назначалось Морское управление в Гдыне, консорциумы «Mosty Gdańsk» и «Projmors Biuro Projektów Budownictwa Morskiego» были назначены ответственными за строительный проект, а подрядчик для инвестиций должен был выбран на тендере в 2018 году.
24 февраля 2017 года вопрос рассмотрел сейм, а 3 апреля президент Польши подписал специальный акт о канале через Вислинскую косу.
19 октября 2017 года, министр морского хозяйства сообщил, что планируемый маршрут канала пролегает по лесистой местности, где раньше располагался населённый пункт Новы Свят (пол. Nowy Świat, нем. Neue Welt — оставался заброшенным после Второй мировой войны, а позднее его постройки были снесены), между деревнями Сковронки и Пшебрно.
31 декабря 2018 года Министерство морского и внутреннего хозяйства Польши объявило о тендере на строительство канала, несмотря на отсутствие разрешения на строительство. Крайний срок подачи заявок был установлен 15 апреля 2019 года. Стоимость инвестиций должна была составить 880 млн злотых, которые были полностью выделены из государственного бюджета. Завершение работ и ввод канала в эксплуатацию был запланирован на 2022 год.

### Строительство
15 февраля 2019 года Поморский воевода выдал разрешение на строительство котлована через Вислинскую косу и началась вырубка деревьев в районе котлована, которая завершилась 20 февраля 2019 года.
22 мая 2019 года Морское управление в Гдыне открыло тендерные процедуры для 7 субъектов, заинтересованных в строительстве канала:
- «Kolin», Турция — 1 злотый — предложение было описано как пробное и не должно было рассматриваться как обязательное
- «Будимекс», Польша — 992,5 млн злотых
- Консорциум польской компании «Polbud-Pomorze» и китайских компаний: «CRCC Harnour & Channel Engineering» и «China Railway» — 1,448 млрд злотых
- «Sinohydro Corporation Limitet», Пекин, Китай — 1,1 млрд злотых
- «Energopol Szczecin SA», Польша — 1,087 млрд злотых
- «China Harbour Engineering Company», Пекин, Китай — 1,071 млрд злотых
- Консорциум «NV Besix SA» из Бельгии и польской «NDI SA» из Сопота — 992 млн злотых

Морское управление в Гдыне сообщило, что намеревается выделить 718 млн злотых для реализации первого этапа контракта, при этом стоимость всех инвестиций, оценённых правительством, составляет приблизительно 880 млн злотых.
В июле 2019 года Морское ведомство объявило, что первый этап разреза Вислинской косы, вероятно, будет осуществляться польско-бельгийским консорциумом «NDI» и «Besix», который предложил цену 992 млн злотых в тендерной процедуре и получил наибольшее количество баллов. Выбор победителя конкурса на строительство первой очереди разреза Вислинской косы был затем признан Национальной апелляционной палатой законным, что означало возможность подписания контракта с выбранным подрядчиком; это произошло 4 октября 2019 года. В октябре 2019 года был подписан контракт с польско-бельгийским консорциумом на строительство канала стоимостью 230 млн евро. Общая же стоимость проекта составит 440 млн евро (2 млрд злотых).
В сентябре 2019 года тростниковые поля были перемещены. В ответ на сообщения СМИ о том, что в государственном бюджете не предусмотрены средства (около 160 млн злотых) на углубление фарватера в порту Эльблонга (по мнению правительства, эта задача должна финансироваться портом в Эльблонге) Министерство морского хозяйства и внутреннего судоходства объявило, что были выделены средства для строительства судоходного канала и углубления фарватера в лагуне и реке Эльблонг.
18 октября 2019 года Морское управление в Гдыне передало строительную площадку подрядчику. Строительная площадка была огорожена подрядчиком, при этом поддерживалось дорожное сообщение. В то же время были предприняты работы на сумму около 10 млн злотых по очистке дна от неразорвавшихся боеприпасов и обломков в районе фарватеров, будущего искусственного острова и защитного порта, который будет построен во время строительства водный путь через Вислинскую косу. Морское управление в Гдыне также будет нести другие расходы, в том числе выполнение функции строительного и экологического надзора.
Основные работы по подготовке канала включают:
- Строительство волноломов на берегу Гданьского залива;
- Строительство судоходного канала со шлюзами и другой инфраструктурой;
- Строительство новых дорог и 2 мостов через канал;
- Строительство искусственного острова в Калининградском заливе.

Работы начались в феврале 2020 года с вырубки деревьев, которая была завершена в период с 15 по 20 февраля 2020 года.
В феврале 2020 года стоимость инвестиций оценивалась не в районе 880 млн злотых, а в 1,984 млрд злотых, что объяснялось более высокими ценами на материалы и строительные работы, а также увеличением объема инвестиций (включая реконструкцию моста через Эльблонг). В ответ на парламентские запросы правительство заявило, что канал не обязательно должен быть прибыльным, так как он считался капиталовложением в обороноспособность польской армии и для поддержания безопасности и охраны границ. Однако в действительности канал из-за небольшой глубины фарватера недоступен для кораблей ВМФ Польши.
В апреле 2020 года Морское управление в Гдыне объявило тендер на второй этап инвестиций, предусматривающий реконструкцию фарватера на реке Эльблонг (10,4 км) и моста в Новаково во вращающийся. Срок подачи предложений истек 20 июня 2020 года. 29 декабря 2020 года было объявлено, что польская компания «Будимекс» выступила на данном этапе в качестве подрядчика, который взял на себя обязательства в течение 2 лет на сумму 574 млн злотых. Соответствующий контракт был подписан 20 апреля 2021 года.
О начале строительства искусственного острова было объявлено 30 мая 2020 года. Планируемая его площадь составит около 180 га и предполагается, что он будет местом обитания птиц.
Первый этап строительства был завершён 1 июня 2020 года.

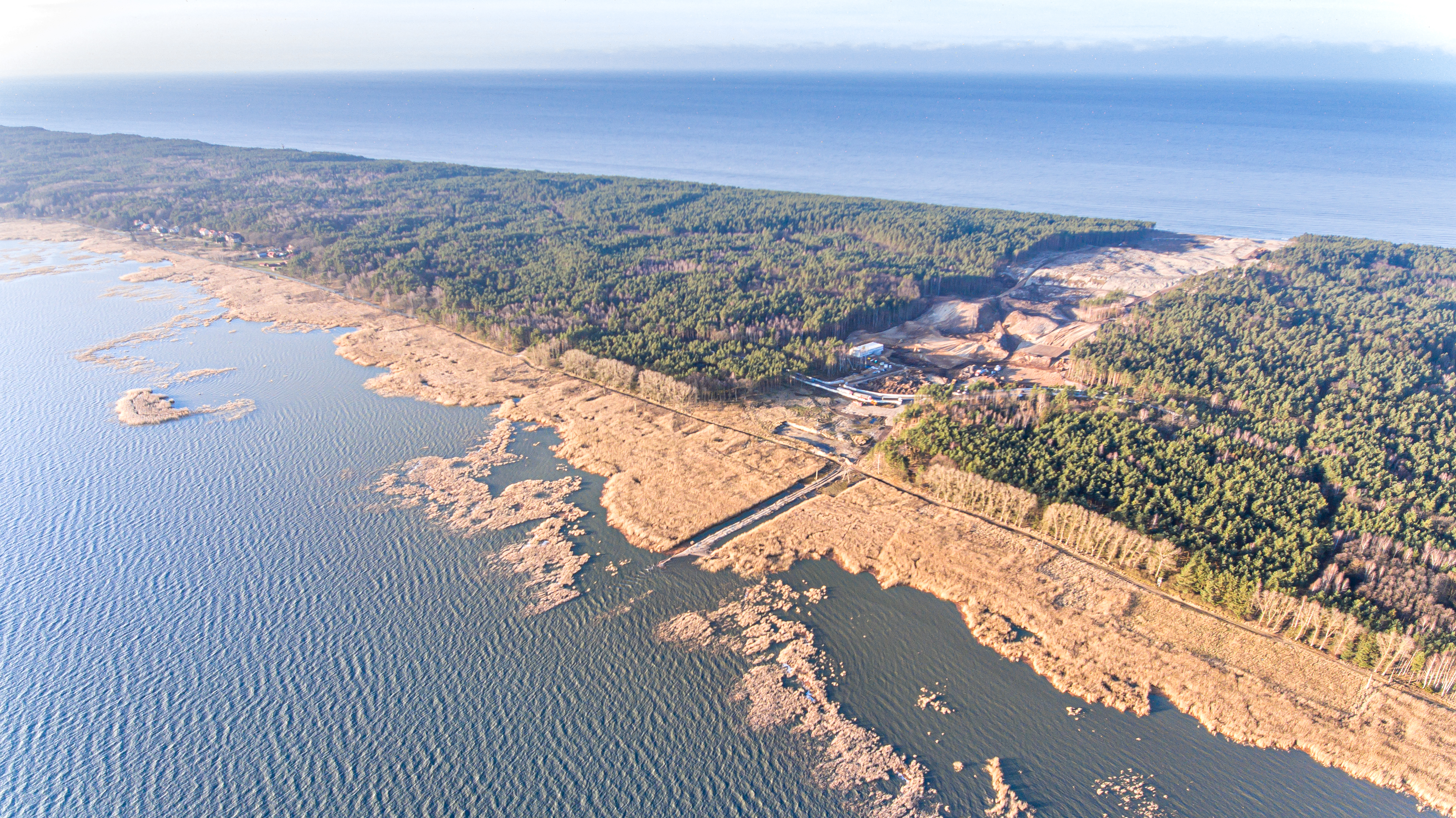
Вид с воздуха на строящийся канал, 2020 г.

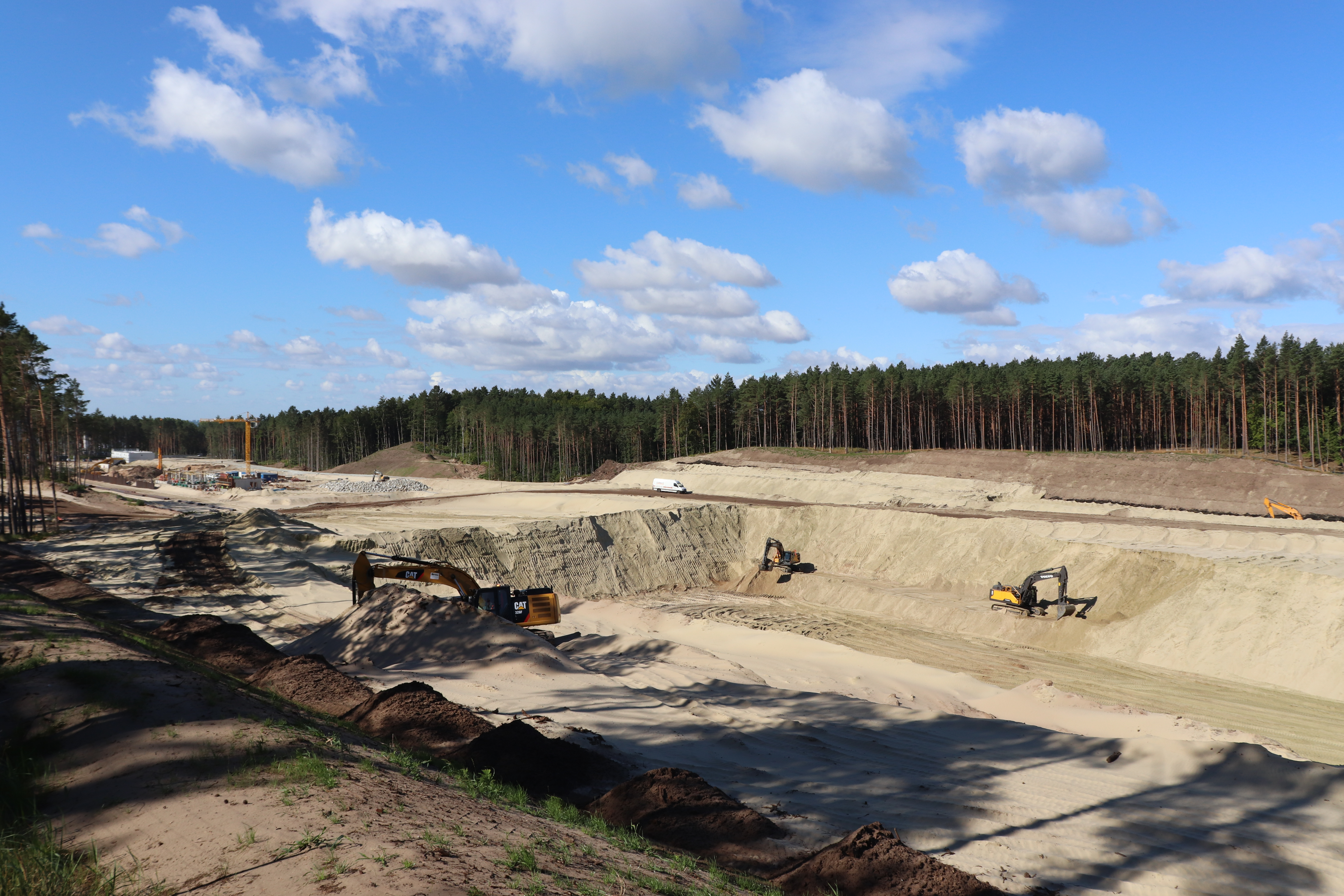
Строительство канала в июле 2020 года

Летом 2020 года со стороны Гданьского залива началось строительство волноломов в 340 м на запад и 1 км на восток. Завершение строительства стены первого сооружения ожидалось в сентябре, тогда же планировалось провести дноуглубительные работы, которые позволят принимать суда из Скандинавии с гидротехническим камнем, используемым для строительства набережных волн на волнорезах. Первая скандинавская отгрузка из шведского порта Фликвик состоялась 21 января 2021 года (судно «Аманда» с 1653 т камня). Всего было заказано 390 000 т камня.
В сентябре 2020 года генеральный директор по охране окружающей среды в своем решении, частично отменив решение регионального директора по охране окружающей среды в Ольштыне в 2018 году, заявил, что строительство фарватера через Вислинский залив и канала через Вислинскую косу «потенциально оказывают значительное влияние на окружающую среду». Поскольку решение о раскопках[каких?] было отменено лишь частично, строительство могло быть продолжено.
26 сентября 2020 года был заложен фундамент[уточнить] и фундамент опоры планируемого северного моста на канале. В конце ноября было завершено строительство боцманской конторы «Новый Свят».
За приобретение земли для строительства канала в 2020 году Государственное казначейство выплатило коммуне Штутово компенсацию в размере более 200 000 злотых.
Во время работ на косе были обнаружены два месторождения янтаря: 900 кг и 500 кг, из которых только одно должно было быть пригодным для добычи (сообщенное в СМИ количество янтаря в 6,9 т было оценочным количеством янтаря на всей Вислинской косе, а не только на строительной площадке). В итоге добыча в более крупных масштабах вообще не велась (к январю 2021 года было добыто всего 17 кг).

## Оценки проекта

### Положительные
- Прекращение давнего спора с Россией, блокирующей судоходство в Балтийском проливе для польских и международных судов, направляющихся в польские порты.
- Повышение доступности водного пути Эльблонг-Хель за счёт сокращения со 139 км через пролив Пилава, 92 км через Скарпава до 68 км через канал и увеличение осадки судов с 2,5 до 5 м.
- Возможность более широкого использования морского порта в Эльблонге, созданного за счет средств ЕС. На территории порта стоимостью 21 млн злотых расположены: балкерный терминал, зерновой терминал, инфраструктура для обработки генеральных грузов, пассажирский терминал, пограничный пункт пропуска и яхтенный бассейн. Однако для более эффективного использования порта, принадлежащего муниципалитетам, необходимо потратить около 190 млн злотых на укрепление причалов, строительство нового терминала и железнодорожной ветки, а также около 25 млн злотых на так называемую поворотную платформу для судов, которая имеет решающее значение для функционирования порта из-за его расположения на узкой реке Эльблонг.
- Морской транспорт — самый экологически чистый вид транспорта. По этой причине Евросоюз предпочитает переносить грузопотоки с суши на море. Благодаря строительству канала порт в Эльблонге может стать портом, который разгрузит дороги и железнодорожные пути, ведущие в порт Гданьск.
- Использование земли в порту Гданьск является дорогостоящим, а долгосрочное хранение товаров может быть невыгодным и снижает привлекательность транспортировки через порт Гданьск в пользу перевозки грузов неэкологичным автомобильным транспортом. Логистические центры Теркавка и Модревина, построенные в Эльблонге с 2012 года, наряду с каналом, должны дополнить транспортную инфраструктуру в регионе.
- Экономика Эльблонга и соседних коммун, согласно анализу Морского управления в Гдыне, получит к 2045 году дополнительную прибыль в размере 3,2 млрд злотых; кроме того, в секторе транспорта и туризма будет создано около 3300 новых рабочих мест.
- Искусственный остров из выкопанного материала площадью около 181 га в 2,5 км от берега Вислинской косы будет использоваться птицами в период размножения для гнездования, а также во время миграции. Правильно построенный и со временем покрытый камышом, остров улучшит ситуацию с исчезающими лугами в районе лагуны, что может повлиять на восстановление популяции многих видов птиц, включая охраняемые виды.
- Повышается защита от наводнений за счёт возможности открытия канала для перетока воды.

### Отрицательные
- Инвестиции принесут определенную экономическую выгоду, но потребуют ежегодных затрат на содержание и дноуглубление фарватера. Необходимость выполнения ряда требований для сохранения естественной ценности лагуны увеличила предполагаемые инвестиционные затраты с 40 млн долларов США (150—180 млн злотых по курсу доллара США в 1990-е годы) в 1990-х годах, от 215 млн злотых в 2004 году до 880 млн злотых, принятых в оценках Государственного казначейства на 2016—2022 гг. В 2020 году бюджет проекта был снова обновлен до 1,984 млрд злотых. Если бюджетные предположения в размере 880 млн злотых будут выполнены, то окупаемость инвестиций составит 450 лет, при условии, что грузооборот порта в Эльблонге увеличится до 1 млн т в год, а портовые ставки увеличатся вдвое и годовой доход порта в Эльблонге составят 2 млн злотых.
- Изменения в видовом составе рыбы и увеличение движения судов в пока еще тихой западной части Вислинского залива отрицательно скажутся на зимующих водоплавающих птицах, для защиты которых была создана Особая охраняемая территория международной сети «Натура 2000».
- Ущерб окружающей среде будет непропорционально экономическим выгодам (которые будут скорее локальными).
- Представители местного самоуправления и жители Крыница-Морска выступая против этой идеи, опасались, что канал может снизить интерес туристов к посещению этого морского курорта.
- Некоторые жители Куты Рыбацкие и Сковронки, рядом с которыми будет построен канал, также выступают против ожидаемого загрязнения воды как в Гданьском заливе, так и в Вислинском заливе, а также шума, вызванного интенсивным движением судов, которое напрямую повлияет на чистоту пляжей и снижение интереса к отдыху в этой местности.
- В холодные зимы Вислинский залив замерзает в среднем 4 месяца в году, а в мягкие зимы — до 2,5 месяцев. Толщина ледяного покрова может достигать 60 см. Поэтому содержание фарватера в зимние месяцы потребует дополнительных затрат.

#### Протесты и критика
- В 2004 году в Калининградской области разразился скандал вокруг намерения властей соседних польских воеводств построить в заповеднике на Вислинской косе судоходный канал из Вислинского залива в Гданьский залив для облегчения доступа в польский порт Эльблонг, находящийся в глубине залива, минуя водный путь через российский Балтийск. По заявлению тогдашних местных польских властей, в Польше был создан специальный фонд для сбора денежных средств на строительство канала, а стоимость сооружения составит около 20 млн долларов[15].
- Экологические активисты в Польше и других странах Европы были обеспокоены[источник не указан 217 дней] возможным ухудшением состояния окружающей среды из-за строительства канала. Российская Федерация выразила протест против канала как из-за экологических проблем, так и по соображениям безопасности, утверждая, что канал позволит военным кораблям НАТО заходить в лагуну Вислы, минуя российские военные объекты в Балтийске, тем самым настаивая, что канал несёт прямую угрозу её безопасности[16].
- Постройку канала критиковал кандидат в президенты Польши на выборах 2020 года Шимон Головня[17].

## Искусственный остров
Добытый при рытье канала песок было решено использовать для создания искусственного острова в Калининградском (Вислинском) заливе. Остров расположен примерно в 2 км от берега и в 4,5 км от канала. Имеет площадь около 181 гектаров, форму эллипса и с окружностью 4,9 км.
В рамках публичного конкурса было выбрано название «Estyjska» (пол. Wyspa Estyjska), которое отсылает к древнему названию залива — Estmere. Таким образом, остров получил название, которое напоминает о средневековом прошлом региона и относится к народу эстов, населявшим эти территории много веков назад.
Основные работы на острове уже завершены, но заполнение его внутренней части и создание береговой инфраструктуры займут много лет — полное завершение этого процесса планируется примерно к 2034 году. Остров защищен от морской эрозии при помощи стены по его периметру. В конечном итоге высота острова должна составить 2-3 метра над уровнем моря. Со дна моря будет добыто около 1 млн тонн песка, кроме того будет доставлен  гидротехнический камень из Силезии.